# Пищигово
Пищигово е село в Южна България. То се намира в община Пазарджик, област Пазарджик.

## География
Село Пищигово се намира в североизточната част на Пазарджишкото поле. Разположено е на половин километър от река Луда Яна, върху левия бряг на Вадицата, канал на реката. Надморската му височина е 220 метра. Разстоянието между Пищигово и Пазарджик е 12 km. Свързани са чрез шосе през село Добровница. Най-близките села на Пищигово са Крали Марко, Черногорово, Добровница, Мало Конаре и Съединение.

## История
Не е съвсем ясно възникването на селото и произходът на името му. В неговото землище са пръснати 17 тракийски надгробни могили, които показват, че то е било гъсто обитавано от траките. Остатъци от стари селища, като строителни материали, делви с остри дъна (тракийски) и широки дъна (средновековни) и др., се намират на много места. Най-сигурни остатъци от стари селища се намират на две места: едното при Голямата могила – на 2 km. западно от селото, а другото при Куруджийска могила – на 1,5 km. източно от селото. Тези стари селища вероятно са съществували в тракийско време, но каква е била съдбата им през средните векове не е известно. Също не е известно какви селища са се намирали по време на турското завоевание в землището на Пищигово.
Според турски документ от 1576 г. в Пищигово, което се наричало Айгърлар, имало един едър овцевъд и той бил турчин. Следователно в селото е имало турско население. Наличността на турски имена на местности в землището на селото между българските потвърждава този факт. Името Айгърлар (Атовете) и народното предание говорят за връзка със село Конаре, чието население е отглеждало държавни коне. А пищиговци отглеждали айгъри (жребци), без да знаем дали това е било също срещу известни правдини. До 1925 г. граница между землищата на Мало Конаре и Пищигово не е имало и землището на Мало (Доганово) Конаре в далечно минало се е простирало на север чак до село Алифаково (заличено през 1888 г. поради изселване) и Черногорово. Това показва, че Пищигово се е създало и развило върху землището на Мало Конаре. Ето защо вероятно преселници от Конаре, а може би и такива от други околни села, например Черногорово, са се заселили в Пищигово при възникването му. Не може само да се установи дали преселниците от Конаре първи са основали селото или турци са направили това. Турците рано изчезват и за тях се губят всякакви спомени. Селото се развива като българско село, в което идват нови преселници, особено от Доганово, сред крамолите в него между турското и българското население.
Името на селото се развива все на турски език. Айгърлар става Айгъркьой, както го наричат турците дори през XIX век. Освен това турците му турят същевременно още едно турско име – Чифчикъс (Земеделка мома). Това ново име се обяснява с обстоятелстото, че жените на селото се занимавали интензивно със земеделие, тъй като мъжете са били повече ангажирани с коневърдство – изобщо с животновъдство.
Върху потира на черквата „Св. Харалампи“ в Черногорово има надпис от 1857 г., където е казано, че храмът е изграден с иждивение (помощи) от с. Чифчикъс, Балдьово, Фересли.
Но по същото време, както и след Освобождението, селото се нарича с българско име Пищигово. На гърба на една черковна книга в черквата на с. Черногорово има бележка от тогавашния свещеник, в която се поменава село Пищигово с дата 1867, август, 18 ден. В книгата на Стефан Захариев „Географико историко статистическо описание на Татар Пазарджишката кааза“ от 1870 год за Пищигово се казва "село в полето на половин час път от Доган (Мало Конаре) и на 2 3/4 часа от Пазарджик с 85 къщи и 320 жители българи земеделци и скотовъдци." Материалите за тази книга са били събрани до 1851 год, което означава, че по това време вече се е използвало името Пищигово.

## Население
Кореняшки родове са следните: Тунчеви, Нешеви, Калоянови, Трънджиеви, Синапови, Куманови, Сарови, Карабаджакови, Гергинови, Панчови, Калпакови, Чергарови, Пальови, Йовчови, Маринчови, Минчеви, Перничеви, Бишурови, Бончови, Кралеви, Баликови, Рибарови, Дошкови и др. С неизвестен произход са родовете: Машеви (може би дошли от Пиротско), Главчеви, Генурови, Абрашови, Сиракови и Тряскови. Преселени в късно турско време са: Гигови от Шоплука и Гъркови – дошли от Черногорово. Преселени в най-ново време са две семейства, дошли от Разложко и Неврокопско след Първата световна война и 26 семейства от Поибрене и Мухово, дошли 1950/1951 г. Още в турско време от Пищигово се изселили в Пазарджик видните семейства: Мързянови, Перничеви, Груйчин, Машеви и др.
Пищигово се е уголемявало в турско време и към 1865 г., според Ст. Захариев се състояло от 85 къщи с около 320 жители.
| Година | Жители |
| ------ | ------ |
| 1865   | 600    |
| 1884   | 990    |
| 1892   | 1064   |
| 1900   | 1066   |
| 1910   | 1219   |
| 1920   | 1316   |
| 1926   | 1544   |
| 1934   | 1756   |
| 1946   | 1926   |
| 1956   | 1911   |
| 1965   | 1747   |
| 2007   | 1212   |

## Култура
В Пищигово сравнително късно се построяват черква и училище. Първата черква „Св. Димитър“ била построена през 1865 г. Преди нея имало нещо като училище в една полуизба – дюкян. Стоян Захариев дори не съобщава за училище в Пищигово към 1865 г. Първата черква се срутила по време на Освободителната война и руското управление през 1879 – 1978 г. била построена сегашната черква, както и спрециална училищна сграда, която изгаря в 1914 г. В 1922 г. се построява днешната училищна сграда. В 1929 г. било основано читалище „Пробуда“, а в 1959 г. е постоена сегашната му сграда.
Пищигово е взело участие в партизантското движение с 2 партизани, от които един е убит. В селото е построен паметник през 1966 г. в памет на Г. Карабаджаков, Георги Ганчев и Стефан Палев.

## Редовни събития
Всяка година на Тодоровден (Вече не се провежда) се организира събор, който включва и състезание по езда. До скоро селото беше център на конните спортове в региона, но базата вече е остаряла и голяма част от нея вече липсва (в това число и повечето сгради).
На Димитровден се провежда традиционния селски събор.

## Личности
- Йордан Тунчев (р. 1933), български офицер, генерал-майор от Държавна сигурност
- доц. д-р Милен Куманов (1942-2021), български историк

## Други
В селото има изграден шивашки цех, в който работят не само жители на Пищигово, но и хора от съседните села. Останалата част от населението (по-голямата част) се занимава основно със земеделие и животновъдство. Почвите в региона са изключително плодородни и позволяват отглеждането на житни култури, ориз, лозя, всякакви видове зеленчуци и др. Силно застъпени са и овцевъдството, говедовъдството и птицевъдството.

## Спорт
Освен в конните спортове селото има традиции и във футбола. Мачовете на местния отбор Пищигово „Бенковски“ в регионалната лига са сравнително широко посещавани въпреки условията и неголемия брой на жителите.
1. ↑  www.grao.bg